# María del Pilar Alegría Continente
María del Pilar Alegría Continente, coneguda com a Pilar Alegría (La Zaida, Saragossa) 1 de novembre de 1977) és una política socialista espanyola, actual ministra d'Educació i Formació Professional i portaveu nacional del Partit Socialista Obrer Espanyol (PSOE).

## Biografia
Diplomada en Magisteri, especialitzada en Educació primària per la Universitat de Saragossa i Màster en Estudis Avançats en Educació Social per la Universitat Complutense de Madrid, ha exercit diverses responsabilitats polítiques. Membre del PSOE, ha estat coordinadora de la Secretaria Federal d'Educació i Ciència, cap de Gabinet del Departament d'Educació, Cultura i Esports del Govern d'Aragó i membre de l'Executiva Federal del PSOE entre 2008 i 2012 en qualitat de vocal. Va ser diputada per Saragossa entre 2008 i 2015. El 6 de juliol de 2015 va prendre possessió com a consellera d'Innovació, Investigació i Universitat del Govern d'Aragó presidit per Javier Lambán.
El febrer de 2020 va ser nomenada delegada del Govern espanyol a l'Aragó i el juliol de 2021 Ministra d'Educació i Formació Professional del govern de Pedro Sánchez en substitució d'Isabel Celáa.
El juliol de 2022, va ser nomenada portaveu de l'Executiva Federal del PSOE, en substitució de Felipe Sicilia.
El novembre de 2023, fou reelegida Ministra d'Educació i Esports i portaveu del Govern espanyol i nomenada Portaveu del Govern d'Espanya.